# Przeczów (województwo opolskie)
Przeczów (niem. Prietzen) – wieś w Polsce położona w województwie opolskim, w powiecie namysłowskim, w gminie Namysłów.

## Historia
241 repatriantów z Kresów Wschodnich przyjechało do Przeczowa na przełomie czerwca i lipca 1945 roku. W bydlęcych wagonach przyjechało 27 rodzin z Prus koło Lwowa, 20 z Kurdybania (powiat Dubno) i 8 z okolic Stanisławowa. 
W latach 1975–1998 miejscowość położona była w województwie opolskim.

## Zabytki
Do wojewódzkiego rejestru zabytków wpisane są:
- kościół parafialny pw. Najświętszego Serca Pana Jezusa z 1864 r.
- cmentarz kościelny
- mauzoleum, obecnie kaplica przedpogrzebowa, obok kościoła, z poł. XIX w.
- zespół pałacowy:
  - zespół pałacowy położony przy drodze na Bierutów. Jego obecny układ przestrzenny ukształtowano w drugiej połowie XIX wieku. Wtedy to na bazie wcześniejszego obiektu powstał budynek nawiązujący stylem do gotyku angielskiego. W pałacu zachowały się: strop z neogotycką dekoracją sztukatorską, kamienny kominek, stolarka z motywami neogotyckimi, balustrada schodów i galerii.
  - park, z XVII/XIX w., k. XIX w., obiekt usytuowany został w miejscu dawnego ogrodu ozdobnego.

## Literatura
Kurcoń Jan: 400-lecie kościoła Krzyża Świętego w Smarchowicach. [Tytuł okładki:] Smarchowice Śląskie : 400-lecie kościoła Krzyża Świętego. Duszpasterstwo Rzymsko-Katolickie Najświętszego Serca Pana Jezusa Przeczów – Wydawnictwo Aga, Wrocław 2003 [s. 12-15, 18-23 – Przeczów. Parafia Najświętszego Serca Pana Jezusa].